# Anson Williams
Anson William Heimlich (ur. 25 września 1949 w Los Angeles) – amerykański aktor i reżyser.
Występował w roli Warrena Webera  w serialu Happy Days. Jest bratankiem amerykańskiego lekarza Henry’ego Heimlicha.